# 重房
重房（しげふさ、生没年不詳）とは、江戸時代の大坂の浮世絵師。

## 来歴
柳斎重春の門人。『浮世絵師伝』は作画期を天保の頃とするが、文政13年（1830年）に描かれた役者絵1枚が作として知られている。

## 作品
- 「寺岡平右衛門・市川白猿」　大判錦絵　池田文庫所蔵　※「御荷物をかついて来りと花見哉　市川白猿」の句と「重春門人重房画」の落款あり。文政13年3月、大坂角の芝居『仮名手本忠臣蔵』より